# 建颍乡
建颍乡，是中华人民共和国安徽省阜阳市颍上县下辖的一个乡镇级行政单位。

## 行政区划
建颍乡下辖以下地区：
祁庙社区、新庄村、迟沟村、二龙村、顺河村、丁楼村、圩沟村、林拐村、吴东村、李老家村、陈屯村、范岗村、王海村和管谷村。